# Tasdorf
Tasdorf ist eine Gemeinde im Kreis Plön in Schleswig-Holstein.

## Geografie

### Geographische Lage
Das Gebiet der Gemeinde Tasdorf erstreckt sich östlich vom neumünsteraner Stadtteil Tungendorf im Naturraum Holsteinische Vorgeest, einem der schleswig-holsteinischen Geestgebiete. Am westlichen Rand des Gemeindegebietes fließt der Bach Dosenbek.

### Ortsteile
Die Gemeinde Tasdorf umfasst siedlungsgeografisch, neben dem namensgebenden Dorf als einzigem Wohnplatz, auch eine Einzelhofsiedlung im Bereich der Flur Bornrüm weiter östlich vom Dorf.

### Nachbargemeinden
Tasdorf ist umringt von den Gemeindegebieten von:
|                               | Großharrie                                  |             |
| Neumünster (kreisfreie Stadt) | Kompassrose, die auf Nachbargemeinden zeigt | Schillsdorf |
|                               | Bönebüttel                                  |             |

## Geschichte
Die ursprüngliche Gemeinde Tasdorf wurde 1939 in die Gemeinde Tungendorf eingegliedert. Tungendorf hatte 1938 die Siedlung Tungendorf mit gut 4000 Einwohnern und einer Fläche von 625 ha an die Stadt Neumünster abgegeben. Im Zuge der Kreisreform von 1970 wurde auch das Dorf Tungendorf nach Neumünster eingemeindet. Damit war im Wesentlichen die ursprüngliche Gemeinde Tungendorf nach Neumünster eingegliedert worden. Am 15. September 1970 wurde der Name der Gemeinde in Tasdorf geändert.

## Politik

### Gemeindevertretung
Bei der Kommunalwahl am 14. Mai 2023 wurden insgesamt zehn Sitze vergeben. Von diesen erhielt die Unabhängige Wählergemeinschaft Tasdorf fünf Sitze, die CDU drei Sitze und die SPD zwei Sitze.

### Bürgermeister
Zum Bürgermeister in der Wahlperiode ab 2023 wählte die Gemeindevertretung am 8. Juni 2023 Marco Sievers von der Wählergemeinschaft UWT.

## Verkehr

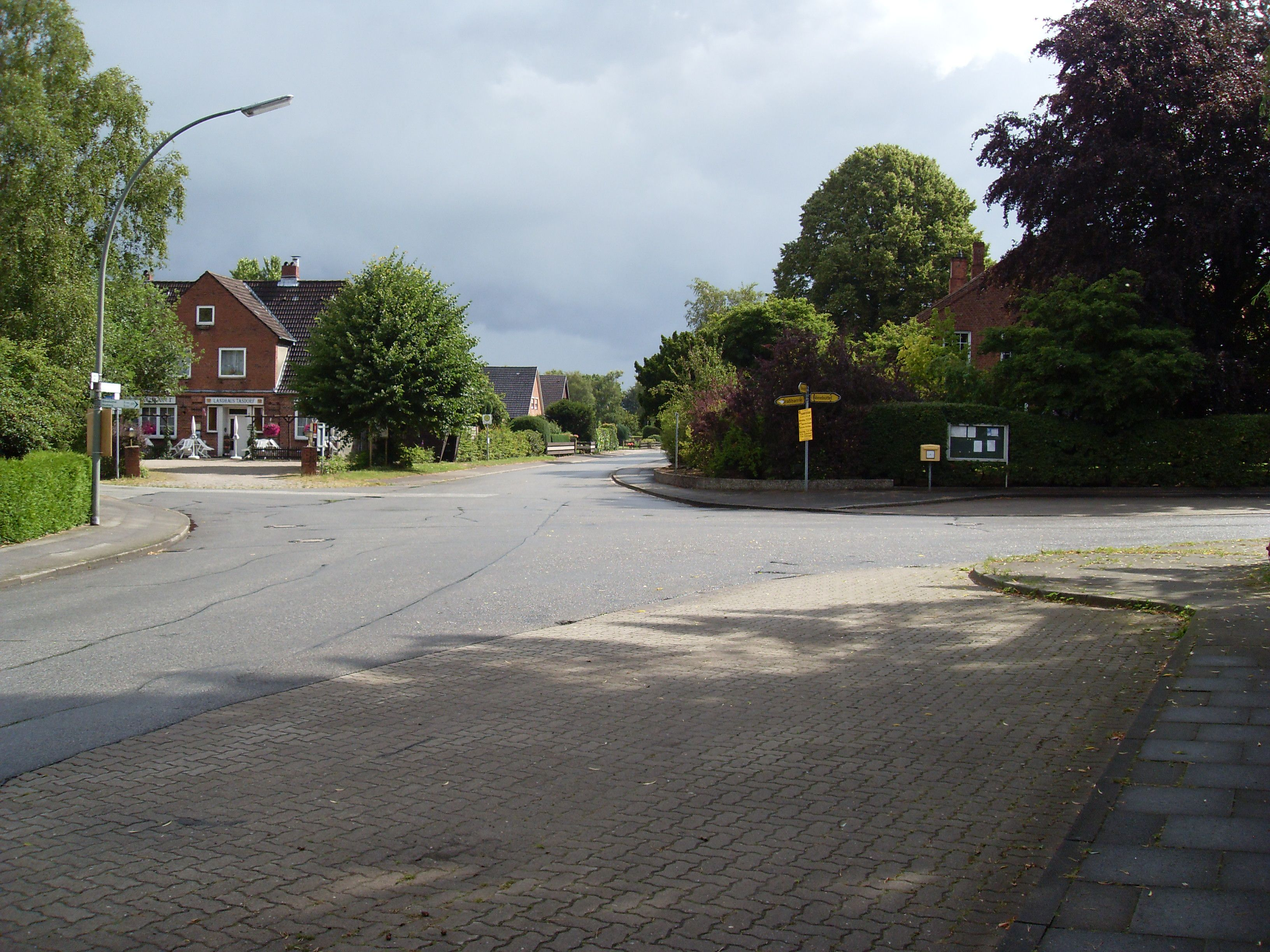
Straßenkreuzung im Dorf Tasdorf (2009)

Durch die Dorflage von Tasdorf führt eine Kreisstraße, die im Bereich des heutigen Stadtteils Tungendorf im Norden der Stadt Neumünster von der schleswig-holsteinischen Landesstraße 67 in östlicher Richtung abzweigt.

## Persönlichkeiten
In Tasdorf wurde 1803 Claus Riepen geboren. In der Zeit von 1845-1850 war Riepen Mitglied der Holsteinischen Ständeversammlung und im Jahr 1848 Vorsteher des Fleckens Neumünster. Er war Gründungsmitglied des Schleswig-Holsteinischen Allgemeinen Deutschen Arbeitervereins.